# 134069 Miyo
134069 Miyo è un asteroide della fascia principale. Scoperto nel 2004, presenta un'orbita caratterizzata da un semiasse maggiore pari a 2,9938184 UA e da un'eccentricità di 0,0748992, inclinata di 3,41685° rispetto all'eclittica.
L'asteroide è dedicato a Miyo Itagaki, madre dello scopritore.